# Buxar
Buxar est une ville indienne située dans le district de Buxar dans l’État du Bihar. En 2001, sa population était de 82 975 habitants.

## Source de la traduction
- (en) Cet article est partiellement ou en totalité issu de l’article de Wikipédia en anglais intitulé « Buxar » (voir la liste des auteurs).